# オルフェウスの窓
『オルフェウスの窓』（オルフェウスのまど）は、池田理代子作の長編漫画。

## 概要
『オルフェウスの窓』は、20世紀初頭のヨーロッパを背景に、第一次世界大戦やロシア革命といった史実を織り交ぜて、ドイツ・レーゲンスブルクの音楽学校で出会った3人の若者の運命を描く長編漫画である。物語は大別すると4部から構成され、その舞台もレーゲンスブルクからオーストリアのウィーン、ロシアのサンクト・ペテルブルク、またレーゲンスブルクへと変転する。
第1部は『週刊マーガレット』1975年（昭和50年）第4・5号から1976年（昭和51年）第32号まで掲載され、その後『月刊セブンティーン』に連載の場を移し、1977年（昭和52年）1月号から1981年（昭和56年）8月号まで掲載された。
番外編として、「コラージュ」（ヴォルフガング・フォン・エンマーリッヒの後日談）、「オルフェウスの窓 外伝」（第2部で誘拐されたままになっていたイングリッドの息子キースのその後。作画は宮本えりか）がある。（両作とも本項で記述）
1980年（昭和55年）に、第9回日本漫画家協会賞優秀賞を受賞。1983年（昭和58年）には、宝塚歌劇団星組で舞台化された。

## ストーリー

### 第1部
第1部に描かれるのは1904年から1905年まで、ドイツ・バイエルン王国のレーゲンスブルクにある音楽学校を主な舞台とする。
第1部の主人公であるユリウスは、由緒ある貴族であるフォン・アーレンスマイヤ家の当主を父とし、その愛人を母とする女の子である。しかしユリウスは、生まれ落ちたその日から男として育てられた。それは、子を身ごもったまま捨てられた母が、男への復讐のため、フォン・アーレンスマイヤ家の財産を乗っ取るために仕組んだことであった。
ユリウスが15歳になった頃、父の正妻が亡くなった。父とその正妻との間には男の子がなかったため、ユリウスは生まれ育ったフランクフルトを離れ、レーゲンスブルクのフォン・アーレンスマイヤ家に、次期当主として実母ともども迎え入れられた。ユリウスとその母は、病に伏せった父と腹違いの二人の姉たちとともに、フォン・アーレンスマイヤ家の広大な屋敷で暮らすこととなる。
ユリウスは幼いときからピアノを教え込まれていたため、レーゲンスブルクの聖ゼバスチアン教会附属音楽学校（男子校）に、女の子であることを隠して入学した。この学校には、ギリシア神話のオルフェウスとエウリディケの悲恋の物語になぞらえた言い伝えを持つ、「オルフェウスの窓」と呼ばれる古い窓があった。その言い伝えとは、「オルフェウスの窓」に立った男性が階下を見たとき、最初に視界に入った女性と必ず恋に落ちるが、その恋は必ず悲劇に終わるというものである。ユリウスは、この「オルフェウスの窓」を通して、同じ日に転入した奨学生のイザークと、また、上級生のクラウスと、別々のときに出会ってしまう。
女であることを隠してフォン・アーレンスマイヤ家に暮らし、聖ゼバスチアンで音楽を学ぶユリウスは、周囲の人々と友情を育み、敵対し、恋をする。

### 第2部
第2部に描かれるのは1905年から1919年まで、オーストリア＝ハンガリー帝国の首都・ウィーンを主な舞台とする。
第2部の主人公であるイザークは、人並み外れたピアノの才能を認められ、周囲の期待を一身に受けてレーゲンスブルクを離れ、オーストリアの首都ウィーンの音楽院に転校した。そこで、イザークは、風変わりな学生ラインハルトと彼が作った曲に翻弄され、また助けられながら、次第に自分の音楽を確立させていく。
やがて、イザークは新進ピアニストとして華々しいデビューを飾り、順調に名声を高めていく。ヨーロッパ各国を演奏して回る忙しい日々の中で、イザークは、師であるシェーンベルク教授の娘アマーリエや、ロシアの新進バイオリニストのアナスタシア、レーゲンスブルクで知り合った娼婦のロベルタたちとの恋愛に苦悩を深める。日露戦争から第一次世界大戦とその戦後までという、激動の時代が舞台の背景となる。

### 第3部
第3部ではいったん時をさかのぼり、1893年から1917年まで、ロシア帝国の首都・サンクト・ペテルスブルクを主な舞台とする。
物語は、アレクセイ・ミハイロフ（クラウスの本名）の幼少期から始められる。身分の低い母と侯爵家の当主である父との間に生まれたアレクセイは、6歳まで母に育てられたが、母を亡くしたため、すでに主亡き侯爵家に引き取られ、誇り高き祖母に厳しく躾けられることになる。そこで出会った兄のドミートリィは、若くしてヴァイオリンの才能を認められ、ロシアの民の窮状を憂慮する革命家だった。
アレクセイが14歳になった頃、仲間の裏切りによって陰謀が発覚したため、兄は処刑された。失意のアレクセイは、兄の恋人であったアルラウネとともにドイツへ出国し、その熱心な教育を受けて、革命家として育てられる。
アレクセイが18歳になった頃、日露戦争での敗色が濃厚となったため、ロシア国内では国民の不満が高まり、革命家の活動が再び活発になった。アレクセイは、アルラウネとともにロシアに帰国し、サンクト・ペテルブルクで活動を始めた。それから少し後、ユリウスは、アレクセイを追ってレーゲンスブルクからサンクト・ペテルブルクへやってきた。しかし、市民と軍隊の小競り合いに巻き込まれたユリウスは、お尋ね者のアレクセイの名を口にしたために、ロシア陸軍の幹部であるユスーポフ侯の館に軟禁されてしまう。
革命と戦争に翻弄されるロシアを舞台に、同じく侯爵家に生まれながら革命家となったアレクセイと、ロマノフ王朝の守護者を自任して体制の保守に腐心するユスーポフ侯とを対比させて、その間で揺れ動くユリウスの悲恋を描く。

### 第4部
第4部はエピローグ。時は1923年、ヴァイマル共和政の下のドイツ・レーゲンスブルクを主な舞台とする。
ロシアで起きた様々のことによって心を閉ざし、レーゲンスブルクに帰ってきたユリウスを、姉のマリア・バルバラは温かく迎えた。ユリウスの記憶を取り戻し、「呪われた」アーレンスマイヤ家の謎を解くため、マリア・バルバラは、失意のうちに一人息子とレーゲンスブルクへ戻っていたイザークと、音楽学校時代にユリウスの上級生だったダーヴィトに協力を求める。3人が懸命にユリウスの記憶を呼び戻そうとする中、ユリウスを付け狙う影が動き出す。

## 主要な登場人物

### 主人公
ユリウス・レオンハルト・フォン・アーレンスマイヤ
男として育てられた少女（1888年生まれ）。名門の貴族であるアーレンスマイヤ家の唯一の男子として、次期当主に迎え入れられる。男の子の顔負けするほど活発だが、内心では女の子に戻りたいと思っている。オルフェウスの窓でクラウスと出会い、彼に恋心を抱く。不幸な生い立ちなどから、精神的に不安定になる局面が多々見られる。
母のレナーテを襲おうとした主治医のゲルハルト・ヤーンをペーパーナイフで殺害した。また、アレクセイを追ってロシアに旅立つ直前、姉のアネロッテからアーレンスマイヤ家の秘密とそのために彼女が犯した犯罪を聞かされ、彼女を毒殺した。
第三部では、ロシアにたどり着いた直後、市民と軍隊の小競り合いに巻き込まれ、お尋ね者のアレクセイの名を口にしたために、ロシア陸軍の幹部であるユスーポフ侯の館に軟禁される。アレクセイと一瞬再会した際の事故で記憶喪失に陥る（1905年）。
アレクセイと再び愛し合い、アレクセイの子を妊娠する。しかし、アレクセイを殺害されたショックで娘を死産し、まともな言葉も発することが出来なくなってしまう。そんな失意の中でドイツに帰国、レーゲンスブルクに帰郷する。アネロッテのことが好きでユリウスを恨んでいたヤーコプに待ち伏せされ、川へ突き落とされる。そこで殺される直前に記憶を取り戻す。
アレクセイ・ミハイロフ（クラウス・フリードリヒ・ゾンマーシュミット）
ユリウスが通う音楽学校の上級生（1886年5月生まれ）。学校にも持て余される不良学生だが、ヴァイオリンの腕は群を抜く。情熱的な一面を持つ。ユリウスと「オルフェウスの窓」で出会い、親しくなる。実は亡命中のロシア人であるが、そのことを隠して地下活動（革命運動）を行っており、「クラウス」はドイツにおける偽名。音楽学校の生徒という立場は、カモフラージュの目的もある。後にロシアへ帰国、革命活動にその身を投じていく。一時、逮捕されシベリヤ送りになっていた（1905～11年）が脱走し、活動家としての行動を激化させていく。
イザーク・ゴットヒルフ・ヴァイスハイト
ユリウスの同級生。貧しい酒場のピアノ弾きの子として生まれながら、ピアニストとして天才的な素質を持っており、奨学生となる。実直で真面目な性格。音楽学校に転入した日に、ユリウスと「オルフェウスの窓」で出会い、親しくなる。後にウィーン音楽院へ転校し、ピアニストとして名を上げ、華々しく活躍するが、やがて公私共に多くの挫折を味わうことになる。

### その他

#### 第1部

##### アーレンスマイヤ家の人々、及び関係者
マリア・バルバラ・フォン・アーレンスマイヤ
アーレンスマイヤ家の長女、ユリウスの長姉。
父親が病に倒れた後、事実上の当主として家を切り盛りする。初めはユリウスに対して辛くあたっていたが、次第に肉親としての愛に目覚める。かつてピアノを教わっていたヘルマン・ヴィルクリヒを慕っている。数々の不幸に見舞われながらも、気丈にアーレンスマイヤ家を守り続ける。第2部、第4部でも登場。
レナーテ・フォン・アーレンスマイヤ
ユリウスの母（1870年生まれ）。
アーレンスマイヤ家の当主であるアルフレートの愛人（妾）にされたが、ユリウスを妊娠中に捨てられた。野心からユリウスを男の子として育て、跡を継がせようとする。「オルフェウスの窓」でヘルマン・ヴィルクリヒに出会い、恋に落ちた過去を持つ。
アネロッテ・フォン・アーレンスマイヤ
アーレンスマイヤ家の次女、ユリウスの次姉。
端麗な容姿を誇り、男性関係も奔放。一族の財産に異常なまでの執着を示す。打算的で自己中心的な性格。自らを慕う召使のヤーコプを使って、陰謀を巡らす。マリア・バルバラやユリウスとまったく似ておらず、それを指摘されると異常なまでに怒る。謎の多い人物。
ゲルトルート・プランク
アーレンスマイヤ家の召使い。
生まれてすぐにアーレンスマイヤ家の前に捨てられていたところを拾われた。そばかすがコンプレックス。ユリウスを女と知らず淡い恋心を抱く。フリデリーケと親しくなるが、アネロッテがため不幸な最期を遂げる。幸薄い少女であった。
ヤーコプ・シュネバーディンゲン
アーレンスマイヤ家の召使いで御者（1869年生まれ）。
その立場と相俟って、マゾヒズム的感覚でアネロッテを愛しており、彼女の指示のもと働いている。アネロッテが殺害されたあとはユリウスに逆恨みを抱き、第4部では失意を抱えて帰国したユリウスを待ち伏せし、川に突き落として殺害した。
ゲルハルト・ヤーン
ユリウスの主治医と称している人物であるが、実はモグリ（無免許）の偽医者。
レナーテが妊娠した際に頼った人物であり、ユリウスの性別偽装に加担。そのことをネタとしてユリウス母子をゆすりつつ、主治医と称してアーレンスマイヤ家に住み込む。

##### 聖セバスチアン音楽学校の関係者
ヘルマン・ヴィルクリヒ
ユリウスたちが通う聖セバスチアン音楽学校のピアノ教師（1869年生まれ）。
イザークの才能を理解し、情熱を注いで彼を大ピアニストへ育て上げる。かつてはアーレンスマイヤ家でピアノの家庭教師をしていた。正体を隠したユリウスの母と「オルフェウスの窓」で出会い、宿命的な恋に落ちた過去を持つ。その他、ユリウスに何か遺恨を持つ模様で、何かと怪しげな行動を見せる謎多き人物。国家警察とも何らかの因縁を持っているようである。
ハインツ・フレンスドルフ
聖ゼバスチアン音楽学校の校長。
愛犬ブラックスを連れ歩く、生徒想いで穏やかな好人物である。しかし、ヴィルクリヒや国家警察と過去に何らかの因縁を有していたようであり、ヴィルクリヒ同様、アーレンスマイヤ家に対して何かを企んでいるという謎の一面を持つ。
モーリッツ・カスパール・フォン・キッペンベルク
ユリウス、イザークの同級生。
アーレンスマイヤ家と肩を並べる、キッペンベルク商会の末息子。イザークが転校してくるまではピアノ科一の腕前とされていたため、イザークに激しいライバル心を抱き、子分を従えて陰湿な嫌がらせを展開する一方、ユリウスの家で見初めたイザークの妹フリデリーケには激しい恋心を抱く。後に音楽学校を辞めて実業界に身を投じ、商会の経営に専念。意地悪な性格は矯正されていった。第2部でも登場。第4部では本人は登場しないが、イザークの台詞から相変わらず交流は続いている模様。
ダーヴィト・ラッセン
ユリウスが通う音楽学校のヴァイオリン科の上級生で、クラウスの音楽学校における親友。
昔、小さい頃から愛していた従兄妹を亡くし、自ら命を落とそうとしたなど、悲劇的な過去を乗り越えてきたためか精神的に成熟しており、思慮深い落ち着いた青年。それゆえ、他人の心情や立場を察するのが得意な上、自分自身が激情にかられることは少なく冷静であったため、ユリウスたちから頼りにされる。クラウスからは絶大な信頼をされているが、そんな彼も、クラウスからその正体については全く明かされておらず、物語の終盤に至るまで気づかなかった。第2部、第4部でも登場。作者の池田に拠れば、デヴィッド・ボウイをモデルとしたキャラクターであり、名前の「ダーヴィト」もその現れである、とのこと。

##### その他の人々
フリデリーケ
イザークの妹。
市場で野菜売りをして生計を立てイザークを助けており、兄が立派な音楽家になることが彼女の夢でもあった。イザークを血のつながらない兄と知り叶うことのない想いを抱いているが、イザーク自身は血のつながりが無い事実も、フリデリーケに慕われている事実も知らない。ゲルトルートの親友となる。ユリウスの家に招待されたとき、モーリッツに見初められるが、間もなく病魔に侵されて…。
カタリーナ・フォン・ブレンネル
イザークが家庭教師としてピアノを教えている少女。
イザークに片思いをしている。貴族の娘に生まれながら、街で倒れたフリデリーケを助けて親友となる。これを契機に、恵まれない人々に心を寄せ、マリア・バルバラらとともに慈善活動に勤しむようになる。イザークに婚約を申し出て拒絶されるものの、その失恋の痛みを乗り越えて精神的に成長する。第2部では、看護婦を目指し、ウィーンの病院で見習いとして働くことになる。アマーリエが誤ってランプを落とし、病院が火事になった時は、まだ建物の中にいた患者全員を無事に救出するなどの活躍を見せた。
国家警察の男
本名は不明（設定されていない）。ドイツ帝国の国家レベルでの重大犯罪を追う、謎の男。使用人の不慮の死などの怪事件が続発するアーレンスマイヤ家や、ヴィルクリヒ先生、フレンスドルフ校長先生の周辺に現れては、何かを探るように関係者に執拗に接近する。職務忠実であるというよりも、それを最早飛び越えて、個人的に特定の事件に極めて強い関心を抱いているようであるが、その真の目的は謎に包まれており、ユリウスにとっては心理的な圧迫をもたらす人物である。
第4部でも登場。物語の背景、またユリウスが背負った宿命や、多くの登場人物の業を見つめ続け、そして死んでいった者らの想いを代弁するかのように、アーレンスマイヤ家の人々に何かを突き付け、その宿業をあぶり出そうとする。一見狂言廻し的存在に見えつつも、むしろ謎を深める役回りであるが、本作のそもそもの発端となった一連の怪事件や謎解きの、最後の鍵を指摘するキーパーソンである。

#### 第2部
ロベルタ・ブラウン
イザークがアルバイトでピアノ弾きをしていた酒場で働いていた少女。第1部から登場していた。のちにイザークの妻となる。
父親の酒代のカタに身を売らされ、娼婦にまで転落する。陰ながらイザークを応援し、イザークを追ってウィーンまで来ていた。イザークの結婚相手と目されていたアナスタシアの手紙を街角で拾い、訳のわからぬままスパイ容疑で逮捕されるが、イザークの幸福を思ってアナスタシアの身代わりとなりスパイの罪を被ろうとする。彼女の行動に心を動かされたイザークと結ばれるが、これまでの生活環境や価値観の違いすぎるふたりは時と共にすれ違いを重ね、結婚生活は決して幸福と言えるものではなかった。息子のユーベルを忘れ形見に残して息を引き取る。
ラインハルト・フォン・エンマーリッヒ
ウィーン音楽院の学生で作曲が専門。
幼少のころからピアノに天才的な素質を持っていたが、身分の高い家柄であったため、父によって性別と名前を偽ってパリでデビューした過去がある。その頃、自分を中傷したピアニストを陥れる為に作曲した難曲によって自らの指をも痛め、演奏家としては再起不能となっていた。ピアニストとしてのイザークの成長は、彼の助言に負うところが大きい。義母と不倫関係になり、義母の連れ子に射殺される。
アマーリエ・シェーンベルク
イザークのピアノの師であるシェーンベルク教授の娘。
シェーンベルクが一時期同棲していた街女との間に生まれ、後に彼の家に引き取られた経緯を持つ。出自へのコンプレックスから上流階級での社会的地位に強く執着する。その社交的で明るい性格に、イザークは惹かれ彼女と恋愛関係になる。だが音楽一筋のイザークに対するアマーリエの情熱は次第に冷め、別の男と結婚することで、イザークに音楽の道を断念させかけるほどの痛手を負わせる。後に自殺未遂事件を起こして夫と離婚。イザークと復縁を図るが、自分の過失による病院の火事と、身を挺して火事から患者を救ったカタリーナの行いに己れの過ちを認める。カタリーナに諭され、自立した人としての生き方を探すことを決意し、イザークに謝罪と別れの手紙を書いてパリへと旅立った。
イングリット・フォン・ザイデルホーファー
ウィーンでイザークがピアノの家庭教師をしていた、ザイデルホーファー家の三姉妹の長女。
使用人アントンと想い合う仲であったが、父が決めた婚約者と、アントン自身の願いもあって結婚。その後は夫と息子のキースを心から愛し、アントンを避けるようになるが、その様子に心を痛めたアントンはキースを連れて姿を消してしまう（自身および息子キースのその後は「外伝」で描かれている）。
クララ・フォン・ザイデルホーファー
ザイデルホーファー三姉妹の三女で、イザークの教え子。
音楽の本質を見抜き、作曲家としても天性の才能を持っている。足が不自由であることから、父親は彼女が傷つけられることを恐れて世間に出すことをためらっていたが、イザークの勧めと何より本人の強い意志によって音楽家としてデビューする。イザークに恋していたが、教え子としてしか見られず本気にされなかった。イザークの演奏に迷いが見られると、本人よりも敏感に察知していた。
マルヴィーダ・フォン・ザイデルホーファー
ザイデルホーファー三姉妹の次女。フリデリーケに生き写しである。
レーゲンスブルクを訪れた際、聖ゼバスチアンの前を通り、オルフェウスの窓に立ったフランツという青年に一目惚れし、その後休暇を利用してウィーンへ訪れたフランツと偶然再会、恋人となった。しかし、名家であるフランツの家族は彼の意志を無視して別の女性と婚約を結ばせてしまい、さらにフランツがマルヴィーダへ送った手紙も届かないよう細工していた。ことの真相を知らぬまま、事情を知らぬモーリッツによって婚約の事実だけを知らされてしまったマルヴィーダは悲しみにくれ、モーリッツは彼女に責任を感じると共にフリデリーケへの想いを重ねてしまい、不倫関係になる。フリデリーケの存在を知り、さらにモーリッツが去った後フランツと再会して全ての真相を知った彼女は、明言されてはいないがフランツと心中してしまった様である。
アナスタシア・クリコフスカヤ
ロシアの新進バイオリニスト。名門公爵家・クリコフスキー家の次女。
アレクセイの幼なじみで、アレクセイのことを子どもの頃から一途に愛している。一時はその結婚相手にと目されたこともあるが、アレクセイは革命家として亡命してしまい、彼女は皮肉にも、ドミートリィを陥れて出世を成し遂げたストラーホフ伯のヴァイオリンの弟子となる。更には、ストラーホフがミハイロフ兄弟にとって仇なす相手であるとは知らずに嫁ぐことになり、結婚式の席上で、新郎となったストラーホフ伯からその事実を聞かされて失神する。しかし、その後も彼への愛ゆえに革命家を支援、アレクセイがシベリア流刑に処せられた後は、彼を救出するための活動の中心格となる。
しかし、ウィーンへの演奏旅行を表向きの口実にして現地で革命支援活動を展開していたところ、その活動がロベルタによって行われたものと誤解されてロベルタが司直に追われていること、そのロベルタが妊娠していることを知り、良心の呵責に耐え切れず、それまで大事に保管していたアレクセイのストラディヴァリウスをイザークに託して自分はウィーンの警察に出頭。ロシアに強制送還されシベリア流刑に処せられる。その後彼女の運命がどうなったかについては語られていない。第2部とほぼ時間軸が並行している第3部でも登場する。
ヴィルヘルム・バックハウス
実在の人物。正確無比の超絶技巧を誇る新進気鋭のピアニストと誰もが認める一方、技巧に頼るだけという批判も根強い。音楽に行き詰まって苦悩していたイザークと出会い、彼を励ます。第4部でも登場し、イザークの息子ユーベルを音楽家として育てることを申し出る。

#### 第3部[2]

##### ミハイロフ家の人々、及び関係者
ドミートリィ・ミハイロフ
アレクセイの異母兄、ミハイロフ侯爵家の正妻の子・長男であり、侯爵家の跡取りであった（1879年生まれ）。
故郷サンクト・ペテルブルクを離れ、モスクワ音楽院で学んでいた。のちサンクト・ペテルブルクに戻ってからは音楽家として将来を嘱望されていたが、革命運動に参加し、同志たちと共に逮捕された仲間の奪還を企てる。しかし計画の実行直前に、同志の1人で、アルラウネに横恋慕したユーリィ・プレシコフに裏切られて逮捕され、アルラウネに弟を託し、銃殺刑に処された（1900年）。彼は革命運動家の中で伝説的な存在となり、また、弟のアレクセイに対しても、思想面のみならず、その精神面において極めて強い影響を与えた。
アルラウネ・フォン・エーゲノルフ
第1部でも登場。ミハイロフ兄弟の家庭教師をしていたドイツ人エーゲノルフ教授の娘で、ドミートリィの婚約者。共に革命運動に従事する同志でもあった（1882年生まれ）。ドミートリィの処刑後は、彼の弟アレクセイを一人前の革命家として教育することを心に誓う。逃亡先のドイツでは、ベーリンガー家の旧宅を買い取り、革命勢力の拠点としていた。ユリウスとも面識があり、その美貌と立ち居振る舞いでユリウスを圧倒した唯一の女性である。カーニバルの時に負傷したユリウスの手当てをしたこともある。
革命勢力が分裂した後は、メンシェビキの活動家として、レーニンらボリシェビキの行動を批判するが、成長したアレクセイはボリシェヴィキに共鳴して彼女の元を去る。第一次ロシア革命時、アレクセイを追ってモスクワにまでやってくるものの、皮肉にもアレクセイが携わった爆破工作の犠牲となって死亡（1905年12月）。
ヴァシリーサ・ミハイロヴァ（ミハイロヴァ夫人）
ドミートリィ、アレクセイの祖母（彼等兄弟の父親の母親）。
一見気難しく、頑固で厳しい性格にも見え、庶子であったアレクセイとの初対面時から嫌味を言い放つ面もあったが、心の底では二人の孫を大事に思っている。しかし、二人とも兄弟して革命運動に関与し、皇帝に対する反逆の罪に問われてしまったことから、体面上は彼等を許していない、という態度を採り続けた。一方で、冷たい態度を取りながらも、隠れて一人アレクセイの身を案じ涙し、また、アレクセイの子を身ごもったユリウスを引き取るなど、陰ながらアレクセイを支え続けた。しかし、アレクセイに横恋慕したシューラが、復讐のため民衆を扇動、革命騒動のさなか、ミハイロフ邸を襲撃する暴動に襲われ、民衆の手によって惨殺される。この時も、最後までユリウスの身を案じ、いち早く逃げるよう示唆していた。
オークネフ
ミハイロフ家に昔から仕える執事。
誠実で優しい性格で、特にアレクセイに対しては、ミハイロヴァ夫人に捨てられてしまったアレクセイの母の肖像のロケットを、こっそり拾ってアレクセイに渡すなど、邸に引き取られる時点から味方になって温かく見守っていた。アレクセイが亡命によって姿を消したのちも「アレクセイぼっちゃま」と呼び、表面上は冷たい態度を採るミハイロヴァ夫人からたしなめられる程に、常にその身を案じていた。ミハイロフ邸が襲撃を受けた暴動の際に、ミハイロヴァ夫人とともにその犠牲になった。

##### ユスーポフ家の人々、及び関係者
レオニード・ユスーポフ
侯爵家の若き当主でロシア陸軍の指導者の1人。第3部におけるサブキャラクターの中では最重要人物である。
崩壊寸前の体制側にありながら侮れない存在で、アレクセイら革命勢力にとっては最も手強い敵である。単なるエリートではなく頭脳明晰で、軍人としては職務遂行にあたって妥協を許さぬ自他共に厳しい人物。辣腕を振るう有能な将校としてロシア軍部内や貴族界では「氷の刃（やいば）」との異名で恐れられている。
貴族社会の腐敗に絶望している誇り高い人物であり、皇帝への忠義一途のあまり、宮廷に巣食う腐敗の元凶の一つ・ラスプーチン及びその一派と激しく対立、たびたび嫌がらせを受ける。ロシア入国直後にデモ隊と軍隊の衝突に巻き込まれて負傷したユリウスを保護、この際、ユリウスの父親がロシア皇帝から密かに託されていた莫大な隠れ資産に関する秘密を隠蔽するため、当初は皇帝の命だったが、後にはアレクセイをおびき寄せる目的でユリウスを軟禁するが、女性であることを知り次第に彼女を愛するようになる。しかし、やがて記憶喪失に陥ったユリウスを立場や暴力を利用してわがものとすることはなかった。ユリウスをめぐってはアレクセイと言わばライバル関係にあると言えるが、アレクセイと同様に故国ロシアを愛し、また共に貴族の家柄に生まれながらも思想的に正反対のスタンスに立ち、その意味でもライバルである。しかし、弟リュドミールの命の恩人であるアレクセイを追いつめ切ることができないなど義理堅い面もあり、皇帝ニコライ2世から命令されたユリウス殺害も彼女を愛するがゆえに実行できないなど手段を選ばぬ非道な人物ではないことが覗える。また、駐屯中の農村で婦女暴行事件を引き起こした兵士に対しては「我々軍人は野盗や山賊ではない」「陛下より賜った貴重な弾薬を愚かな暴行に用いることは許されない。死を以て償わさせる」として絞首刑の厳罰を科すなど、必ずしも体制寄りの発想ではなく民衆を慰撫する思考も持っていた。
自身の考えが歴史の流れに逆らっていることを自覚しながら、帝政崩壊後も帝政復活を目指しクーデター計画を遂行すべく工作。しかし、臨時政府に計画が露見、自決によって最期を遂げる。アレクセイを罠に嵌めて射殺するが、クーデターを実行する前にユリウスにアレクセイと共にロシアを離れるよう警告するなど、国内に留まらなければ危害を加えずにいた思い遣りも見せた。モデルは実在したフェリックス・ユスポフ公爵）だが、原作者が彼の人格形成の上で参考にした真のモデルは2・26事件（1936年）で主導権を取った青年将校の1人ということである。
ヴェーラ・ユスーポフ
レオニード・ユスーポフ侯の妹。
気は強いが心優しく芯の強い女性で、ユリウスにも暖かく接していた。侯爵家の使用人エフレムと秘かに恋仲になっていたが、彼の正体がスパイ目的で潜入したゲオルギー・バザロフなる革命家であったと兄レオニードによって知らされた上射殺され、深く傷つく。ユスーポフ侯等のクーデター発覚後、身分を偽り、国境を越えてユリウスをドイツへ送り届け、自身は亡命した模様。アナスタシアの親友でもあった。なお、ロシア語の人名としては、女性は姓が格変化するため、「ヴェーラ・ユスーポワ」となるはずであるが、劇中ではアナスタシア婚約直後のストラーホフ伯爵以外からは呼ばれていない。
リュドミール・ユスーポフ
ユスーポフ侯、ヴェーラの年の離れた弟。
ヴェーラによって育てられた。幼いとき列車に轢かれそうになったところを、アレクセイに助けられた経緯がある。後に、兄レオニードの薦めに従って陸軍士官学校に入校するが、その心の純粋さから成長と共にロシア宮廷の腐敗に怒りを抱くようになり、またアレクセイに強い影響を受け、最後には侯爵家を捨ててボリシェビキに転向、革命の闘士となった。その後、ユリウスと共に国外亡命しようとする姉ヴェーラと偶然再会したが、見逃す。この時、バザロフは心からヴェーラを愛し苦悩していたのであって、決してヴェーラの心をスパイ目的で利用していたのではなかった事実をヴェーラに伝えた。
セルゲイ・ロストフスキー
ユスーポフの部下。階級は大尉。
任官以来ユスーポフ侯に仕え、常に忠実な部下であり続けた。ユスーポフ侯の極秘任務として反逆者を装いボリシェビキに潜入、真意を知らぬユリウスが罠だと漏らしたことで危機を免れた末にアレクセイを死に追い込む。アレクセイの死と死産で心を閉ざしたユリウスの見舞いにヴェーラに同行したため、ユリウスの怒りを買い、また、ケレンスキーに姿を見られてしまったため、クーデターが露見してしまう。ヴェーラとユリウスを脱出させた後、ユスーポフ侯の後を追って自決。ユスーポフ侯に「ユダの汚名を被ることを厭わぬ部下」と言わしめた。
アデール
ユスーポフ侯の妻で、皇帝ニコライ2世の姪。
自尊心が強く、政略結婚であったこともあって夫に対する愛情は薄かったのか堂々と浮名を流していたが、自分自身でも気付かぬ部分ではユスーポフ侯を愛していた。ユスーポフ侯を陥れようとするラスプーチンの差し金もあって離婚するが、その後初めて自分の本当の気持ちに気づいて激しく後悔し、少しでもユスーポフ侯の役に立とうとラスプーチン暗殺に協力する。

##### 貴族界の人々、資本家
アントニーナ・クリコフスカヤ
第二部から登場していたアナスタシア・クリコフスカヤの姉、クリコフスキー公爵家の長女。
性格は妹とまるで異なり、プライドが高くて見栄っ張り。若い頃ミハイル・カルナコフに、貴族としてのプライドを傷つけられた過去がある。また成人後もひと悶着あったところへ憲兵隊長である夫の部下として潜入した彼に、正体を知っていたがために脅迫され、苦境に陥る。ミハイル殺害を試みるが、いつのまにか彼を激しく愛するようになる。しかし、アナスタシアとは違い、彼の行おうとする革命を理解することがまったく出来ず、同志に彼が奪われないよう、アナスタシア救出の直前に睡眠薬を盛って図らずも妹の救出を失敗させてしまい、ミハイルともども破滅を迎えた。
アレクサンドル・ストラーホフ
サンクトペテルブルク音楽院出身の音楽家でドミートリィのライバルであった。
自らが狙っていた宮廷楽団の次期コンサート・マスターの地位をドミートリィに奪われたことに激しく嫉妬していたところ、ユーリィ・プレシコフからドミートリィが革命活動に手を染めているとの情報を得、これを官憲に密告してドミートリィを処刑に追い込んだ。この結果、コンサート・マスターの地位を手に入れ、功績として伯爵にも叙せられた。公爵家の娘で自らのヴァイオリンの弟子であるアナスタシアと婚約し、自分の寛大さを見せつけるためにドミートリィの遺品であるストラディヴァリをプレゼントするが、彼女の姉アントニーナから、アナスタシアがドミートリィの弟アレクセイを愛していたことを知らされ、激しいショックを受ける。アナスタシアへの愛と苦悩のあまり、結婚式で自らがミハイロフ兄弟を破滅させた張本人であることを彼女に告げ、彼女を苦しめる。
後にユーリィが生きていたことと、アナスタシアが彼ら革命勢力の一派と結託していることを知り、憲兵隊に潜入していたミハイルに密告したが、帰宅の馬車内で革命勢力に関する情報の拡散を危惧したミハイルにより暗殺される。
ウスチノフ
工場を経営している資本家で、一見恰幅の良い好々爺に見えるが、実は腹黒い人物である。当初は議会制民主政を目標に皇帝の専制を打破するため、アルラウネらメンシェビキと共闘していた。貴族の身分欲しさにアレクセイに娘・シューラとの結婚を持ちかけるが、拒絶された経緯を持つ。後にケレンスキーを中心とする人民救済委員会のメンバーとなるが、彼らは資本家に都合の良い政治を目指したに過ぎず、人民の味方ではなかった。ユリウスがロシアに初めてやってきた時に出会った人物であり、彼がそのことを記憶していたため、ユリウスを苦境に陥れることになった。
シューラ
ウスチノフの娘で、我儘な性格。アレクセイに執心し、片思いをしていたが、アレクセイがユリウスを愛しているため自分に振り向いてはくれなかったことを知り、嫉妬した彼女は、父の立場を利用して民衆を扇動。復讐のためアレクセイの実家・ミハイロフ家を民衆に襲撃させ、ミハイロヴァ夫人らを死に至らしめる。なお、ロシア人の「シューラ」という名は、「アレクサンドル（男性の場合）」または「アレクサンドラ（女性の場合）」の愛称である。

##### 革命家（アレクセイらの仲間達）と関係者
フョードル・ズボフスキー
アレクセイの同志であり、最大の理解者。革命組織におけるアレクセイの親友で実直な性格。口ひげが特徴的。
アレクセイとは当初共にメンシェビキとして活動していたが、やがてブルジョワに対する考えの違いからメンシェビキを激しく批判、アレクセイに先んじてボリシェビキに転向し、モスクワに向かった。アレクセイにも少なからぬ影響を与え、結果的にアレクセイをボリシェビキに引き込むことになる。女性に対しては純情な男で、ゲットー出身のユダヤ人女性でポグロムに遭った後娼婦に身を落としていたガリーナを愛し、妻とする。不幸にも彼女は妊娠中、憲兵隊に襲われ、流産がもとで死亡する。革命の戦士としてユリウスとの間に一線を画そうと務めていたアレクセイに、愛情の持つ素晴らしさを伝え、二人の結婚を決意させた。
ガリーナ
ユダヤ人の女性。ポグロムによって家族を虐殺され、娼婦に身を堕とす。最初はアレクセイを慕っていたが、娼婦と知った後もなお自分に優しく接してくれたフョードルを愛し、彼の妻となる。だが妊娠中、憲兵隊に襲われ、ユリウスを命懸けで庇った結果流産がもとで命を落とす。
ミハイル・カルナコフ
革命家。アレクセイと同年配。庶民の出身。
幼少期にアレクセイの獲ったシギを奪って以来、少年期に再会して街中で殴り合いの喧嘩を、さらに反乱を起こした極東軍の一員として列車を乗っ取った際にはメンシェビキの任務のため乗客として乗車していたアレクセイと偶然出会うなど、何かと縁のある男。ドミートリィの同志アントンに育てられた。日露戦争に従軍する前は工場労働者だったらしい。レーニンの唱える武装革命路線を支持し、アレクセイに大きな影響を与える。第一次ロシア革命の敗北後はスパイとして憲兵隊に潜入、シベリアに収容されていたアレクセイ達囚人の救出作戦を指揮。さらに憲兵隊長であるアントニーナの夫の部下として彼女に接近、利用するつもりが、本気で愛し合うようになってしまい、それがもとでアナスタシア救出に失敗すると、彼女を殺害して自らも命を絶った。
ユーリィ・プレシコフ
ドミートリィとはモスクワ音楽院での友人であり、また、実は革命運動家の仲間でもあった男。気弱な性格も災いし、のちにアルラウネへの横恋慕からドミートリィを裏切る。
ドミートリィと共にサンクト・ペテルブルクに上京、共に宮廷楽団員として潜入を試みるが、ドミートリィは採用されたのに対し、彼は不採用になってしまい一人挫折、その上恋慕していたアルラウネがドミートリィと婚約したことを知って、嫉妬からドミートリィの革命活動をアレクサンドル・ストラーホフに密告。ドミートリィの逮捕・処刑の原因を作った男。しかし、ストラーホフは情報源であるユーリィと身柄の安全を約束する密約を交わしていたにもかかわらず、これを反故にし共に密告の対象としたため、ユーリィは亡命しようとした処を官憲に発見され、追われる身となる。戻る場所を失った彼は、のちにアルラウネと遭遇した際に謝罪をするものの、赦されないままにアルラウネも直後に爆死。深い悔悟の念にかられた彼は以後姿を消し、その後は陰ながら革命に協力していた模様で、読者は時折その姿を垣間見ることになる。再びアレクセイの前にユーリィが姿を見せたのは十数年後、二月革命後の混乱のさなかにアレクセイがプラウダ印刷所の書類を廃棄している最中に士官学校学生による襲撃を受け、追われた際にこれを救う形であった。この際にユーリィはアレクセイを庇って学生の放った銃弾に倒れ、最後までドミートリィとアルラウネに対する贖罪の念と共に息を引き取った。

##### 歴史上実在の人物
グリゴリー・エフィモビッチ・ラスプーチン
僧侶。催眠術のような「聖なる技」で、血友病に苦しむ皇太子の出血を止めることが出来たため、アレクサンドラ皇后の絶大な信頼を得て宮廷で権勢を振るう。最終的には、ラスプーチンに逆らえば明日の命が危ないと言われるほど宮廷の腐敗は進んだ上、皇帝もラスプーチンの影響を受けて失策を侵すようになった。このままでは革命になると危惧した、ユスーポフ侯を中心とする反ラスプーチン派と激しく対立。アデールの邸宅で毒を盛られ、あげくにユスーポフ侯に撃たれ、さらにナイフでとどめを刺されて暗殺された。
ニコライ2世
ロシア帝国・ロマノフ王朝最後の皇帝。
本作では、温厚な性格だが、一方で体制の維持や隠し財産の保全に腐心しており、隠し財産の隠蔽のため、口封じ目的でユスーポフ侯にユリウス殺害の命令を下す。
アレクサンドラ・フョードロヴナ
ニコライ2世の皇后で、血友病の皇太子・アレクセイを救うため、ラスプーチンを盲信する。
コルニロフ
ロシア帝国軍人で、白軍側の指導者の一人。二月革命後、ユスーポフ侯らと共に王政復古を目指してクーデターを試みるも失敗する。
アレクサンドル・ケレンスキー
二月革命で帝政が崩壊した後、ロシアの首班となった人物で社会革命党のリーダー。本作では、アレクセイらボリシェヴィキの勢力を利用しながらも、その権勢の拡大を恐れており、ユスーポフ侯によるアレクセイ暗殺の指示を黙認した。
レーニン
ボリシェヴィキの指導者。本作では、幼い頃のアレクセイと面識があったという設定。

## コラージュ
第2部で義兄を射殺するという事件を起こしたヴォルフガング・フォン・エンマーリッヒとその子供がたどる数奇な運命を描く。『月刊セブンティーン』1978年5月号と6月号に2回にわたって掲載された。

### ストーリー
マラベル・マコーレイは休暇を過ごすために、友人のドリィ・スタッフォードの実家に向かっている途中、ウルフと名乗る新聞記者と出会う。そして、2人は一目あった瞬間から、互いに惹かれ合う。このウルフこそ、かつて最愛の母親と不義を働いた義兄を射殺するという事件を起こした、ヴォルフガング・フォン・エンマーリッヒが成長した姿であった…。

### 主要な登場人物
マラベル・マコーレイ
寄宿制の女子学校の学生。母親譲りの美貌の持ち主。母親がお金持ちの男性に依存しないといけない性格のため、本人は反対に音楽で身を立て自立したいと思っている。ウルフと出会った瞬間から互いに惹かれ、ドリィに対して後ろめたさを感じつつも結ばれてしまう。
ウルフ（ヴォルフガング・フォン・エンマーリッヒ）
新聞記者でドリィの婚約者。周囲の人物からは本名ではなく、ウルフの愛称で呼ばれている。第2部では、美貌の持ち主である母親を崇拝し、義兄であるラインハルトも慕う純粋な少年であったが、ラインハルトが母親と不義を働いていることを、ラインハルトが破滅させたピアニストの恋人から聞かされ、逆上してラインハルトを射殺してしまう。その後、記憶を喪失し、義父（ラインハルトの父）に引き取られて、アメリカに渡っていた。
ドリィ・スタッフォード
マラベルの友人で、スタッフォード財閥当主の娘。母親の行状ゆえに周囲から好奇の目で見られるマラベルに対しても公正な態度をとる。母親の再婚で帰る場所がなくなったマラベルを実家に招待するが、婚約者のウルフがマラベルと惹かれ合ってしまい、婚約解消をウルフから伝えられる。その後、逆上してウルフと無理心中をはかる。
クリストファー・マコーレイ
酒場のピアノ弾き。自分の仕事にプライドを持っており、いい加減な気持ちで働いているように見えるクレアに対していらだちを覚えるが、次第にクレアの無邪気さに惹かれていく。
クレア・フォン・エンマーリッヒ
クリストファーが働く酒場に、仕事を求めて押しかけてきた家出少女。今まで何不自由ない生活をしてきたがゆえに、無意識のうちに周囲の人々を傷つける言動をしてしまう。

## オルフェウスの窓 外伝
第2部でアントンによって誘拐された、イングリッドの息子キースがレーゲンスブルクで遭遇した奇怪な事件を描く。原作・脚本・構成は池田理代子が担当し、作画は宮本えりかが担当している。『YOU』1999年NO.1・2合併号からNO.11まで掲載。

### ストーリー
最愛の女性イングリット・フォン・ザイデルホーファー（結婚後はイングリット・フォン・キンスキー）の息子キースを誘拐したアントン・シュライバーは、キースをキーゼルと名付け、自分の息子として育てていた。アントンは自らもマチアス・イエーガーと名を変え、キーゼルとともに第一次世界大戦の敗戦によって混乱するドイツ国内を転々とする。レーゲンスブルクにたどりついたマチアスとキーゼルは地元の名家フォン・ヘフリッヒ家で使用人として働き出すが、マチアスはフォン・ザイデルホーファー家とゆかりの人々が多く住むレーゲンスブルクで自分の正体が露見するのを恐れる。一方、キーゼルはフォン・ヘフリッヒ家の異様な雰囲気に気がついていた。

### 主要な登場人物
キーゼル・イエーガー（キース・フォン・キンスキー）
マチアスの息子としてフォン・ヘフリッヒ家で働く少年。正体は赤ん坊のときに誘拐されたフォン・キンスキー家の跡取り息子のキース。マチアスのはからいで学校教育を受ける機会が与えられ、レーゲンスブルクの街では優等生として知られている。クララの必死の捜索でフォン・キンスキー家の跡取り息子であることが判明するが…。
マチアス・イエーガー（アントン・シュライバー）
フォン・ヘフリッヒ家の使用人。正体はかつてフォン・ザイデルホーファー家の使用人で、フォン・ザイデルホーファー家の長女イングリットと想い合っていたアントン・シュライバー。イングリットがキンスキー氏との婚約を勧められた時、彼女は愛するアントンとの駆け落ちを望んでいたが、アントンは逆に彼女を諭してキンスキー氏と結婚させる一方、自身は一生誰とも結婚しないと誓った。だが結婚後のイングリットに息子キースが生まれ、夫キンスキー氏との家族の愛情が深まるにつれ、アントンは遠ざけられるようになり、そのことに思いあまってキースを誘拐した。誘拐後、キースの運命を狂わせたことを悔い、キースにキーゼルと名付け、自分の息子として持てるだけの愛情を注ぎ、さらにキーゼルが学校教育を受ける機会が与えられるよう尽力した。
ヘルムート・フォン・ヘフリッヒ
フォン・ヘフリッヒ家の長男。なぜか父親からは疎まれて虐待を受け、母親も虐待を見て見ぬふりをしている。そのため、自分の出自に疑問を持っている。両親から愛されなかったゆえか次第に精神を病み、罪を重ねる。趣味は動物の解体・解剖。
ヴィオレッタ・フォン・ヘフリッヒ
フォン・ヘフリッヒ家の長女。キーゼルに好意を抱いているが、使用人の息子という身分の意識から、自分の思いに素直になれず、彼に対してつらくあたってしまう。当初は兄とともに動物の解体・解剖を楽しんでいたが、次第に兄の言動に違和感を覚えるようになる。
フーリエ・フォン・キンスキー
フォン・キンスキー家の長女でキースの妹。叔母のクララのお供でレーゲンスブルクを訪れた際、「オルフェウスの窓」の下でキーゼルと出会い、実の兄キースとは気づかずに恋に落ちる。
ヘルガ
フォン・ヘフリッヒ家のメイド。マチアスに好意を寄せる。ヘルムートの異変に誰よりも先に気がつく。

### 本編からの登場人物
クララ・フォン・ザイデルホーファー
キースの叔母。外伝では女性ピアニスト・作曲家として名をなしている。キースの誘拐によって長姉イングリットが精神を病んでしまったことから、誘拐犯のアントンに激しい復讐心を抱き、姪にフーリエ（復讐の女神）という名前をつけている。自身の音楽活動で世界各地を廻るかたわら、誘拐されたキースの行方を捜し求めている。
イザーク・ゴットヒルフ・ヴァイスハイト
本編の主人公。本編では指の故障から音楽家としての道を捨てたが、外伝では再びその道を歩みはじめ、愛弟子クララとの師弟関係を復活させている。クララの音楽活動やキースの捜索といった件に関して相談役をつとめている。
モーリッツ・カスパール・フォン・キッペンベルク
イザークの旧友。外伝ではアドルフ・ヒトラーへの不信や、ヘフリッヒ氏が所属する反ユダヤ主義団体トゥーレ協会への反発を口にするなど、リベラルな人物として描かれている。レーゲンスブルクの有力者キッペンベルク家の一族として、へフリッヒ家やザイデルホーファー家と顔なじみであり、その人脈からキースの行方に関わる情報をクララとイザークに教えることになる。

## ミュージカル
宝塚歌劇団のミュージカル作品。
宝塚グランドロマン『オルフェウスの窓』 -イザーク編-